# Västermo distrikt
Västermo distrikt är ett distrikt i Eskilstuna kommun och Södermanlands län. 
Distriktet ligger i västra delen av kommunen vid Hjälmaren. 

## Tidigare administrativ tillhörighet
Distriktet inrättades 2016 och utgörs av socknen Västermo i Eskilstuna kommun
Området motsvarar den omfattning Västermo församling hade vid årsskiftet 1999/2000.